# Arteria gastroduodenalis

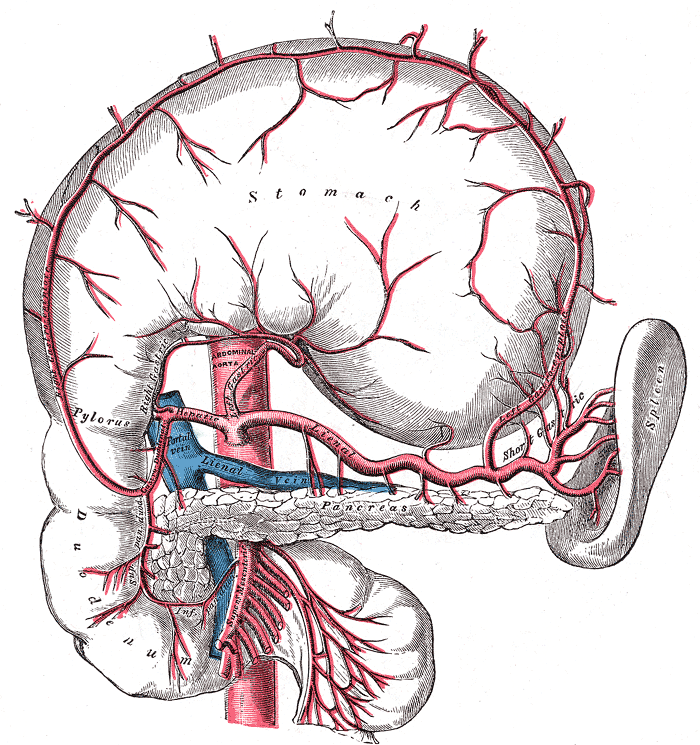
Aufzweigung des Truncus coeliacus

Die Arteria gastroduodenalis („Magen-Zwölffingerdarm-Arterie“) ist eine Schlagader der Bauchhöhle.
Die A. gastroduodenalis entspringt der gemeinsamen Leberarterie (Arteria hepatica communis), die ein Ast des Truncus coeliacus ist. Sie teilt sich in die Arteria pancreaticoduodenalis superior und die Arteria gastroomentalis dextra. Die Arterie versorgt den Magenausgang (Pylorus), die große Kurvatur des Magens, den Anfangsabschnitt des Zwölffingerdarms, das große Netz und die Bauchspeicheldrüse. 